# Soprannomi di rotabili ferroviari
Il materiale rotabile viene a volte identificato con soprannomi, dati da amministrazioni ferroviarie o costruttori, o da semplici ferrovieri e utenti.
Il soprannome può riferirsi all'aspetto del mezzo, all'origine (americana, giapponese...) anche in maniera scherzosa, come Ljudmilla, Iwan, Sergej che denotano tutti dei mezzi prodotti nei paesi socialisti su progetto russo.
A volte è un epiteto determinato da difetti caratteristici, altre volte è un soprannome coniato dai costruttori o dai gestori della rete in cui circola, diventando così ufficiale.
Agli albori della storia delle ferrovie, quando i costruttori erano ancora pochi e principalmente artigianali, non era raro che la locomotiva fosse chiamata col nome del costruttore: in Francia, ad esempio, la grande fama del costruttore Thomas Crampton spinse ad associare il nome stesso del costruttore ad una moltitudine di veicoli, fino a renderlo coincidente con la stessa idea di treno passeggeri tanto che questi presero il nome comune di le Crampton.

## Esempi di soprannomi

### Locomotive a vapore

#### Italia
| Soprannome | Modello                            | Nazione | Amministrazione                 | Note |
| ---------- | ---------------------------------- | ------- | ------------------------------- | --- |
| Mucca      | Locomotiva FS 670                  | Italia  | Ferrovie dello Stato            | non ufficiale, dovuto alla sagoma particolare, che trascinava un carrello di sagoma identica ma più piccolo (serbatoio acqua), come se fosse stato un vitello.                                                 |
| Cagabasso  | Locomotiva FS 290                  | Italia  | Ferrovie dello Stato            | non ufficiale ex 350 bis Rete Adriatica |
| Inglesina  | Locomotiva FS 380                  | Italia  | Ferrovie dello Stato            | non ufficiale, dovuto all'origine inglese |
| Crematoio  | Locomotiva FS 470                  | Italia  | Ferrovie dello Stato            | non ufficiale, dovuto alle elevate temperature raggiunte in cabina |
| Regina     | Locomotiva FS 685                  | Italia  | Ferrovie dello Stato            | non ufficiale, la più veloce |
| Ballerina  | Locomotiva FS 691                  | Italia  | Ferrovie dello Stato            | non ufficiale, dato il grande ancheggiamento, l'acqua nel tender tendeva a far sballottare il tender stesso |
| Signorina  | Locomotive gruppo 625 e 640        | Italia  | Ferrovie dello Stato            | non ufficiale, per due motivi: l'aspetto aggraziato delle macchine (soprattutto le 640, aventi ruote di diametro medio-grande) e la tendenza ad "ancheggiare" in rettilineo dovuta al suo particolare carrello |
| Caprottina | Locomotiva FS 640                  | Italia  | Ferrovie dello Stato            | non ufficiale, perché dotata di distribuzione Caprotti |
| Rumene     | Locomotiva FS 645                  | Italia  | Ferrovie dello Stato            | non ufficiale, perché destinate originariamente alla Romania |
| Wilson     | Locomotiva FS 735                  | Italia  | Ferrovie dello Stato            | non ufficiale, locomotiva di costruzione americana |
| Americana  | Locomotiva FS 736                  | Italia  | Ferrovie dello Stato            | non ufficiale, locomotiva di costruzione americana e appartenuta alla U.S. Army |
| Giulia     | Automotrice FS 85                  | Italia  | Ferrovie dello Stato            | non ufficiale, usata per le corsette del personale a Milano |
| Cubo       | Locomotiva FS 800                  | Italia  | Ferrovie dello Stato            | non ufficiale, dato per la forma particolare |
| Krassin    | Locomotiva FS 746                  | Italia  | Ferrovie dello Stato            | non ufficiale affibbiatole dal personale di Milano che la giudicava una scassabinario |
| Vaca Mora  | Varie macchine a 2 o 3 assi motori | Italia  | (varie ferrovie private venete) | non ufficiale affibbiatole dalla popolazione per le dimensioni, il colore e la lentezza. Usato per le locomotive della Adria-Mestre (SV - passato poi alle automotrici) e sulla Padova-Piazzola                |
| Masenetta  | Locomotive tranviarie              | Italia  | Società Veneta                  | non ufficiale affibbiatole dalla popolazione per vari paragoni con i granchietti omonimi non ultima la cabina che ricopriva l'intera macchina, paragonata al carapace                                          |
| Ochetta    | Locomotiva Gruppo 835              | Italia  | Ferrovie dello Stato            | non ufficiale, per le sue ridotte dimensioni e con riferimento ad un famoso personaggio dei fumetti del tempo                                                                                                  |

### Locomotive ed automotrici elettriche ed elettrotreni

#### Italia
| Soprannome          | Modello                                                 | Nazione         | Amministrazione                  | Note |
| ------------------- | ------------------------------------------------------- | --------------- | -------------------------------- | --- |
| Calimero            | Locomotiva LFI EDz 11-14                                | Italia          | La Ferroviaria Italiana          | non ufficiale; mutuato dall'omonimo pulcino dei cartoni animati |
| Pippo               | Locomotiva FCU L 152 Breda                              | Italia          | Ferrovia Centrale Umbra          | ufficiale |
| Tigre               | Locomotiva FS E.632 E.633/E.652                         | Italia          | Ferrovie dello Stato             | ufficiale con logo sulla fiancata in livrea originale |
| Camaleonte          | Locomotiva FS E.646                                     | Italia          | Ferrovie dello Stato             | non ufficiale; dovuto al frequente cambio di livrea subito negli anni |
| Tigrotto            | Locomotiva FNM E.620                                    | Italia          | Ferrovie Nord Milano             | non ufficiale dovuto al fatto che si trattava di una versione ridotta delle E.632 FS |
| Tartaruga           | Locomotiva FS E.444                                     | Italia          | Ferrovie dello Stato             | ufficiale con logo sulla fiancata in livrea originale |
| Tartaruga Ribollita | Locomotiva FS E.444R                                    | Italia          | Ferrovie dello Stato             | ufficiale Tartaruga Ribollita per la R (Riqualificata) |
| Caimano             | Locomotiva FS E.656                                     | Italia          | Ferrovie dello Stato             | ufficiale con logo sulla fiancata in livrea originale |
| Camilla             | Locomotiva FS E.636.284                                 | Italia          | Ferrovie dello Stato             | ufficiale con logo sulla fiancata dopo la manutenzione e sostituzione delle cabine di guida con quelle di un E.656, causa incidente. Fu un operaio a soprannominare la locomotiva, scrivendo sul pancone il nome della propria ragazza |
| La rossa            | Locomotiva FS E.402A                                    | Italia          | Ferrovie dello Stato             | non ufficiale, dovuto alla livrea originale di colore rosso |
| La verde            | Locomotiva FS E.402B                                    | Italia          | Ferrovie dello Stato             | non ufficiale, dovuto alla livrea originale di colore verde |
| Frigorifero         | Locomotiva FS E.401                                     | Italia          | Ferrovie dello Stato             | non ufficiale per via della trasformazione in monocabina della Locomotiva FS E.402A |
| Brennero            | Locomotiva FS E.412                                     | Italia          | Ferrovie dello Stato             | non ufficiale (così denominata perché nata per l'utilizzo sulla Ferrovia del Brennero e altre linee montane) |
| Pirata              | Locomotiva FS E.428.226                                 | Italia          | Ferrovie dello Stato             | non ufficiale (avrebbe dovuto essere ufficiale, ma l'attribuzione non venne mai formalizzata) |
| Fanta/Sprite        | Automotrice FS ALe 940                                  | Italia          | Ferrovie dello Stato             | non ufficiale. Vennero soprannominate a Trieste "Fanta" per la colorazione arancio-giallo colorado. Quando venne loro applicata la livrea XMPR vennero rinominate "Sprite"                                                             |
| Lavatrici           | Locomotiva FS E.464                                     | Italia          | Trenitalia                       | non ufficiale |
| Ocarine             | Automotrice FS ALe 880                                  | Italia          | Ferrovie dello Stato             | non ufficiale, legato alla forma dell'automotrice |
| Minuetto            | Automotrice ALe 501-502                                 | Italia          | Trenitalia                       | Ufficiale con logo sulla fiancata. Volgarmente soprannominato "Bidonetto". |
| Mulo dei Giovi      | Locomotiva FS E.550                                     | Italia          | Ferrovie dello Stato             | non ufficiale, perché impiegata sulla linea dei Giovi |
| Cammello            | Locomotiva FS E.330                                     | Italia          | Ferrovie dello Stato             | non ufficiale, per la possibilità di non rifornirsi d'acqua per il reostato durante la marcia |
| Levriero            | Locomotiva FS E.431                                     | Italia          | Ferrovie dello Stato             | non ufficiale, per la sagoma slanciata e le prestazioni velocistiche |
| Arlecchino          | ETR 250                                                 | Italia          | Ferrovie dello Stato             | ufficiale con logo sulla fiancata in livrea originale |
| Polifemo            | ETR 220                                                 | Italia          | Ferrovie dello Stato             | Non ufficiale dovuto al vetro frontale unico corazzato |
| Valentino           | ETR 230                                                 | Italia          | Ferrovie dello Stato             | Non ufficiale Dato dopo il noleggio per le sfilate di moda |
| Settebello          | ETR 300                                                 | Italia          | Ferrovie dello Stato             | ufficiale con logo sulla fiancata in livrea originale |
| Pendolino           | ETR 401 ETR 450 ETR 460 ETR 470 ETR 480 ETR 485         | Italia          | Ferrovie dello Stato             | ufficiale dovuto alla possibilità della cassa di oscillare per compensare le forze in curva |
| Cisalpino           | ETR 470                                                 | Italia Svizzera | Società Cisalpino Trenitalia SBB | ufficiale per via della destinazione ai servizi transalpini |
| Papero              | ETR 600 ETR 610                                         | Italia Svizzera | Trenitalia Cisalpino SBB         | Non ufficiale dovuto al muso particolarmente allungato e affusolato |
| Flirt               | ETR 155 ETR 170 ETR 330 ETR 340 ETR 343 ETR 350 ETR 360 | Italia          | Varie ferrovie regionali         | Ufficiale. Nome dato dal produttore (Stadler). Acronimo di "Fast Light Regional Train". |
| Jazz                | ETR 324 ETR 425 ETR 526                                 | Italia          | Trenitalia                       | Ufficiale con logo sulla fiancata |
| Pop                 | ETR 103 ETR 104                                         | Italia          | Trenitalia                       | Ufficiale con logo sulla fiancata |
| Rock                | ETR 421 ETR 521 ETR 621                                 | Italia          | Trenitalia                       | Ufficiale con logo sulla fiancata |
| Albatros            | ETR 700                                                 | Italia          | Trenitalia                       | Ufficiale |
| Lea                 | E190.311                                                | Italia          | Inrail                           | Ufficiale |
| Tea                 | E190.312                                                | Italia          | Inrail                           | Ufficiale |
| TAF                 | ALe 506                                                 | Italia          | Trenitalia                       | Ufficiale, acronimo di Treno ad Alta Frequentazione |
| TSR                 | ALe 711 Ale 710 EB 710 EB 711                           | Italia          | Trenord                          | Ufficiale, acronimo di Treno Servizio Regionale |
| Pinturicchio        | ALe 501 Ale 502                                         | Italia          | Ferrovia Centrale Umbra          | Ufficiale |
| Elfo                | ALe 501 ALe 502                                         | Italia          | TFT                              | Ufficiale |
| Lupetto             | ALe 501 ALe 502                                         | Italia          | Sangritana                       | Ufficiale |
| Italia              | E483.001                                                | Italia          | GTS                              | Ufficiale, dedicata ai 150 anni d'Italia. Restituita da noleggio da Alpha Trains. |
| Zeus                | E483.006                                                | Italia          | GTS                              | Ufficiale, a noleggio da Alpha Trains. |
| Sasha               | E483.051                                                | Italia          | GTS                              | Ufficiale |
| Freedom             | E483.052                                                | Italia          | GTS                              | Ufficiale |
| Independence        | E483.053                                                | Italia          | GTS                              | Ufficiale |
| Elettra             | E483.054                                                | Italia          | GTS                              | Ufficiale |
| Zoe                 | E483.055                                                | Italia          | GTS                              | Ufficiale |
| Nicola              | E483.056                                                | Italia          | GTS                              | Ufficiale |
| Alessandro          | E483.057                                                | Italia          | GTS                              | Ufficiale |
| Felicia             | E483.058                                                | Italia          | GTS                              | Ufficiale |

#### Europa
| Soprannome                 | Modello | Nazione                   | Amministrazione           | Note                                                                             |
| -------------------------- | --- | ------------------------- | ------------------------- | -------------------------------------------------------------------------------- |
| Coccodrillo                | Locomotiva SBB Be 6/8 e III Locomotiva SBB Ce 6/8 II e III Locomotiva BBÖ 1100/1189 Locomotiva DB 194 Locomotiva RhB Ge 6/6 Locomotiva RhB Ge 4/4 82 | Svizzera Austria Germania | SBB ÖBB DB                | È diventato denominazione comune per le locomotive a corpo articolato.           |
| Cervo                      | Locomotiva SBB Be 4/6 | Svizzera                  | SBB                       |                                                                                  |
| Freccia Rossa Muso di cane | Automotrice elettrica SBB | Svizzera                  | SBB                       | Dovuto al colore interamente rosso dell'elettromotrice doppia per servizi veloci |
| Colibrì                    | Locomotiva SBB RBDe 560 | Svizzera                  | SBB                       |                                                                                  |
| Taurus                     | Locomotiva ÖBB 1016 Locomotiva ÖBB 1116 Locomotiva ÖBB 1216 Locomotiva DB 182, Locomotiva MAV/GySEV 1047                                             | Austria Germania Ungheria | ÖBB DB MAV/GySEV          | Ufficiale, nome attribuito dal produttore al modello (Siemens).                  |
| Aspirapolvere delle Alpi   | Locomotiva ÖBB 1044 | Austria                   | ÖBB                       | non ufficiale                                                                    |
| Brennerlok                 | Locomotiva ÖBB 1822 | Austria                   | ÖBB                       | ufficiale                                                                        |
| Millepiedi                 | Locomotiva SNCF CC 1100 | Francia                   | SNCF                      |                                                                                  |
| Ferro da stiro             | Locomotiva SNCF BB 12000 Locomotiva SNCF BB 13000 | Francia                   | SNCF                      | non ufficiale dovuto alla forma del mezzo                                        |
| Americana Bella Americana  | Locomotiva SNCF 141 R | Francia                   | SNCF                      | perché importata dagli USA a fine guerra                                         |
| Nez cassés                 | Locomotiva SNCF CC 6500 Locomotiva SNCF CC 7200 Locomotiva SNCF CC 15000 Locomotiva SNCF CC 21000 Locomotiva SNCF CC 22000 Locomotiva SNCF CC 72000  | Francia                   | SNCF                      | "nasi rotti", per il particolare profilo delle cabine                            |
| Ljudmilla                  | Locomotiva DR/DB 230 Locomotiva DR/DB 231 Locomotiva DR/DB 232 Locomotiva DR/DB 234 Locomotiva DR/DB 242                                             | Est Europeo               | DR                        | nome russo che ne ricorda il paese d'origine                                     |
| Dalamta                    | Locomotiva SOB Re 456.094-2 | Svizzera                  | Schweizerische Südostbahn |                                                                                  |
| Tedesca                    | Locomotiva Renfe 250 | Spagna                    | Renfe                     | perché prodotta su progetto tedesco                                              |
| Vectron                    | E 191E 193 | Vari                      | Vari                      | Nome del modello dato dal produttore (Siemens)                                   |

### Locomotive ed automotrici diesel

#### Italia
| Soprannome              | Modello                                                    | Nazione               | Amministrazione                               | Note |
| ----------------------- | ---------------------------------------------------------- | --------------------- | --------------------------------------------- | --- |
| Sputnik                 | Locomotiva FS D.341                                        | Italia                | FS                                            | Non ufficiale deve il nome al fatto di essere uscita nel 1957 e di essere stata tecnologicamente all'avanguardia                                                                     |
| Baffone                 | Locomotiva FS D.442                                        | Italia                | FS                                            | Non ufficiale per la livrea originale e il grosso fregio Ansaldo |
| Emmina                  | Automotrice M1 90 R                                        | Italia                | FCL                                           | Ufficiale Per le piccole dimensioni e la sigla M1 |
| Minuetto                | Automotrice ALn 501-502                                    | Italia                | Trenitalia                                    | Ufficiale con logo sulla fiancata |
| Littorina               | Automotrice ALn 56 Automotrice ALn 556 Automotrice ALn 772 | Italia                | FS                                            | Non ufficiale La prima debuttò sotto il regime fascista ed aveva un fascio littorio come fregio sul muso. È diventato denominazione generica per le automotrici                      |
| Faruk                   | Automotrice SNFT An 70.231                                 | Italia                | SNFT                                          | Non ufficiale |
| Don Camillo             | Locomotiva SNFT Cn 501                                     | Italia                | SNFT                                          | Non ufficiale, per la mole e il borbottio dei motori |
| Truman                  | Locomotiva FS Ne 120 (poi D.143)                           | Italia                | FS                                            | Non ufficiale Locomotive di guerra rimaste in Italia e incorporate nel parco rotabili delle Ferrovie dello Stato.                                                                    |
| Pulcinaia               | Automotrice FS ALDn 32                                     | Italia                | FS                                            | non ufficiale mista con bagagliaio per uso trasporto di pulcini vivi. |
| Vacca Mora, Caffettiera | Automotrice FS ALn 663 Automotrice FS ALn 668              | Italia                | FAM                                           | Non ufficiale |
| Bombolone               | Automotrice SV ADn 800                                     | Italia                | Società Veneta, FAM, FUC                      | Non ufficiale dovuto alla forma bombata delle testate |
| Budino                  | Locomotiva FS Ne 120                                       | Italia                | FS                                            | Non ufficiale Nome dato dai vecchi macchinisti siciliani alle locomotive di guerra rimaste in Italia e incorporate nelle Ferrovie dello Stato mutuato dalla fabbrica americana Buda. |
| Sogliola                | Automotore FS 206-207-208-210                              | Italia                | FS                                            | non ufficiale dovuto alla forma stretta e alta |
| Sogliolone              | Automotore FS 211                                          | Italia                | FS                                            | non ufficiale dovuto alla forma stretta e alta, leggermente più grande delle serie precedenti                                                                                        |
| Micetta                 | Automotrice ALn 668                                        | Italia                | FS                                            | non ufficiale dovuto alla livrea originale che presentava sulle testate delle strisce simili ai baffi di un gatto.                                                                   |
| Tobruk                  | Locomotore Ln.372                                          | Italia                | FS (poi Ferrovie Padane)                      | non ufficiale Locomotori prodotti con materiali di recupero durante la guerra e destinati alle ferrovie della Libia, allora colonia Italiana, ma non vi giunsero mai.                |
| Eurofima                | Locomotiva FS D.141                                        | Italia                | FS                                            | Non ufficiale Dovuto al fatto che erano state finanziate dalla società Eurofima. |
| Cervo Volante           | Automotrice ALTn 444                                       | Italia                | FS                                            | non ufficiale Nome attribuito per la rapidità dei collegamenti Milano-Sanremo negli anni '80 e perché frequentata da mariti pendolari del fine settimana.                            |
| Swing                   | ATR 220                                                    | Italia                | Trenitalia                                    | Ufficiale con logo sulla fiancata |
| Orsetto                 | ALn 501 ALn 502                                            | Italia                | Trentino Trasporti                            | Ufficiale |
| Occhialute              | Locomotiva DE.753                                          | Italia Cecoslovacchia | FNM, Sistemi Territoriali, FSE, altri privati | non ufficiale dovuto ai vetri frontali sporgenti |
| Pendolino Sardo         | ATR 365/465                                                | Italia                | Trenitalia                                    | non ufficiale dovuto al fatto di essere l'unico treno ad assetto variabile della regione Sardegna                                                                                    |

#### Europa
| Soprannome           | Modello | Nazione                      | Amministrazione               | Note                                                                      |
| -------------------- | --- | ---------------------------- | ----------------------------- | ------------------------------------------------------------------------- |
| Lollo                | Locomotiva DB V 160 | Germania                     | DB                            | per le forme curve che ricordavano quelle dell'attrice Gina Lollobrigida  |
| Hercules             | Locomotiva ÖBB 2016 | Austria                      | ÖBB                           | non ufficiale per la mole e lo spunto                                     |
| Nasone               | Autotreno DB VT 11.5 | Germania                     | DB                            | per la presenza di cofani pronunciati                                     |
| Inquinatore acustico | Locomotiva SZU Re 4/4 | Svizzera                     | Sihltal-Zürich-Uetliberg Bahn | non ufficiale                                                             |
| Picasso              | Automotrice SNCF X3800 | Francia                      | SNCF                          | per la forma inusuale simile ad un'opera cubista                          |
| Naso Rotto           | Locomotiva SNCF CC 6500 Locomotiva SNCF BB 7200 Locomotiva SNCF BB 15000 Locomotiva SNCF CC 21000 Locomotiva SNCF BB 22200 Locomotiva SNCF CC 72000 | Francia                      | SNCF                          |                                                                           |
| Dorifora             | Locomotiva NOHAB | Danimarca Olanda Lussemburgo | DSB SNCB CFL                  | per la forma arrotondata simile a quella del noto coleottero              |
| Giapponese           | Locomotiva RENFE 269 | Spagna                       | RENFE                         | perché prodotta in Giappone                                               |
| Giapponese grande    | Locomotiva RENFE 251 | Spagna                       | RENFE                         |                                                                           |
| Taiga-Trommel        | Locomotiva DR V120 Locomotiva DR V220 | Germania Est                 | DR                            | tamburo della Taiga, dal paese di origine: la Russia                      |
| Sergej               | Locomotiva CSD T 678 Locomotiva MAV M62 | Cecoslovacchia Ungheria      | CSD MAV                       |                                                                           |
| Gagarin              | Locomotiva PKP ST-44 | Polonia                      | PKP                           |                                                                           |
| Czapajew             | Locomotiva PKP ET-42 | Polonia                      | PKP                           | Data la provenienza da un'azienda russa                                   |
| Gigant               | Locomotiva MAV V63 | Ungheria                     | MAV                           | gigante                                                                   |
| Szili                | Locomotiva MAV V43.1xxx | Ungheria                     | MAV                           | essendo la prima locomotiva ungherese con raddrizzatori a diodi (silicio) |
| Papagáj              | Locomotiva MAV V43.2xxx | Ungheria                     | MAV                           | pappagallo                                                                |
| Hi-Fi                | Locomotiva MAV V46 | Ungheria                     | MAV                           |                                                                           |
| Kis Dácsia           | Locomotiva MAV M43 | Ungheria                     | MAV                           | Piccola Dacia per essere stata prodotta in Romania                        |
| Gokart               | Locomotiva MAV M32 | Ungheria                     | MAV                           | Go Kart                                                                   |
| Gorila               | Locomotiva ZS 350 | Slovacchia                   | ŽS                            | Gorilla                                                                   |

Asia
| Soprannome              | Modello                                                           | Nazione  | Amministrazione        | Note |
| ----------------------- | ----------------------------------------------------------------- | -------- | ---------------------- | --- |
| Treno-Pane (食パン列車) | Serie 419 e 715 (ricostruzione di elettromotrici Serie 581 e 583) | Giappone | JNR, JR East e JR West | non ufficiale dovuto alla forma piatta con angoli smussati delle carrozze pilota convertite da vetture intermedie |